# Howard Charles Green

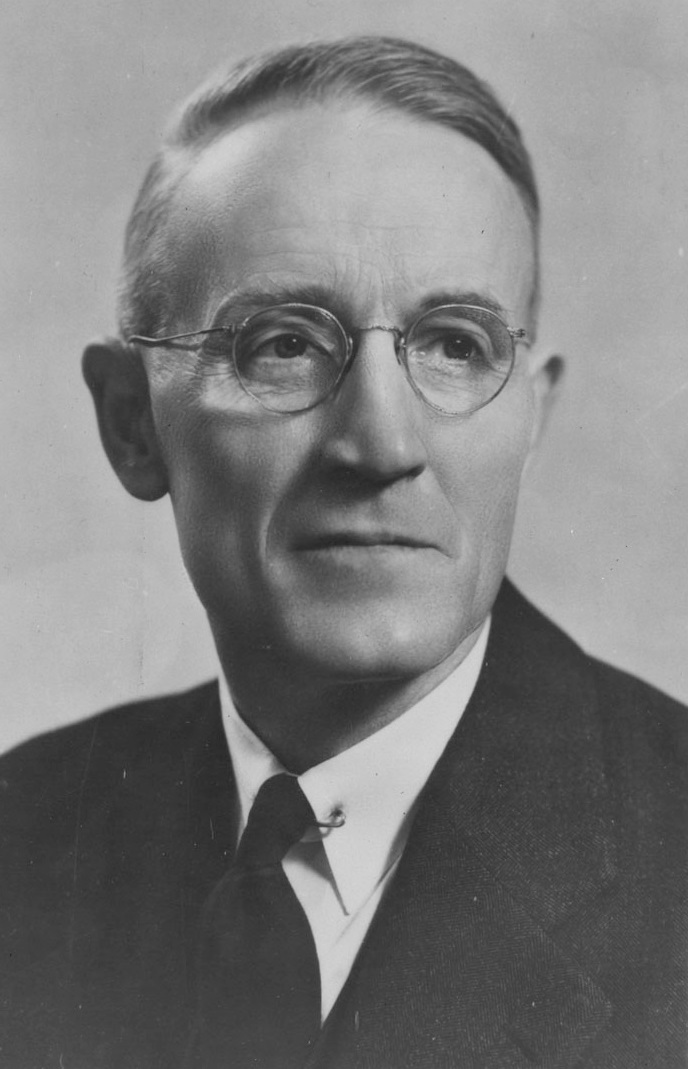
Howard Charles Green

Howard Charles Green PC (* 5. November 1895 in Kaslo, British Columbia; † 26. Juni 1989) war ein kanadischer Rechtsanwalt und Politiker der Progressiv-konservativen Partei Kanadas, der 27 Jahre lang Abgeordneter des Unterhauses sowie mehrmals Minister war.

## Leben

### Barrister, Erster Weltkrieg und Unterhausabgeordneter
Green absolvierte nach dem Schulbesuch ein Studium der Rechtswissenschaften an der University of Toronto, der Osgoode Hall Law School sowie der University of British Columbia (UBC). Während des Ersten Weltkrieges leistete Green nach einer Ausbildung an der Canadian Corps School seinen Militärdienst beim 54th Kootenay Battalion und fand später als Hauptmann der 6th Canadian Infantry Brigade Verwendung in der Vertretung Kanadas im Obersten Hauptquartier in Frankreich.
Nach Kriegsende setzte er sein Studium fort und nahm nach seiner anwaltlichen Zulassung in British Columbia 1922 eine Tätigkeit als Barrister in der Anwaltskanzlei Collins, Green, Eades and Collins  in Vancouver auf.
Bei der Unterhauswahl vom 14. Oktober 1935 wurde Green als Kandidat der damaligen Konservativen Partei im Wahlkreis Vancouver South erstmals als Abgeordneter in das Unterhaus gewählt und gehörte diesem bis zu seiner Niederlage bei der Unterhauswahl am 27. Juni 1949 an.
Nach der Gründung der Progressiv-konservativen Partei aus der Konservativen Partei und Teilen der bereits aufgelösten Progressiven Partei Kanadas kandidierte Green am 11. Dezember 1942 für die Position des Parteivorsitzenden, unterlag dabei aber John Bracken, dem Premierminister von Manitoba. Während des Zweiten Weltkrieges trat er für die Evakuierung und Ausbürgerung japanischstämmiger Kanadier ein und vertrat diese Position auch nach Kriegsende.
Bei der Unterhauswahl vom 27. Juni 1949 wurde er für Progressiv-konservative Partei im Wahlkreis Vancouver Quadra wieder als Abgeordneter in das Unterhaus gewählt und vertrat die Interessen dieses Wahlkreises weitere vierzehn Jahre bis zu seiner Niederlage bei der Unterhauswahl am 8. April 1963.

### Bundesminister, Fraktionsvorsitzender und Wahlniederlage
Am 21. Juni 1957 wurde er von Premierminister John Diefenbaker zum Minister für öffentlichen Arbeiten in das 18. kanadische Kabinett berufen und bekleidete dieses Amt bis zum 19. August 1959. Zugleich fungierte er vom 21. Juni 1957 bis zum 11. Mai 1958 als geschäftsführender Minister für Verteidigungsproduktion.
Während dieser Zeit war Green außerdem vom 14. Juni 1957 bis zum 18. Juli 1959 als Vorsitzender der Fraktion der Progressiv-konservativen Partei auch Führer der Regierung im Unterhaus.
Green wurde am 4. Juni 1959 von Premierminister Diefenbaker nach dem unerwarteten Tod von Sidney Earle Smith zum Außenminister ernannt und übte dieses Amt bis zum Ende von Diefenbakers Amtszeit am 21. April 1963 aus. Als Außenminister war er ein überzeugter Anhänger des Commonwealth of Nations und setzte sich für die Abrüstung ein und unterstützte dazu UN-Resolutionen. Des Weiteren trat er für eine Ausweitung der internationalen Stellung Kanadas ein. Daneben war er vom 18. Juli bis zum 8. August 1962 auch geschäftsführender Minister für öffentliche Arbeiten.
Green kandidierte bei der Unterhauswahl vom 8. November 1965 noch einmal im Wahlkreis Vancouver Quadra, unterlag jedoch erneut gegen den Wahlkreisinhaber der Liberalen Partei, Grant Deachman, auf den 12.895 Stimmen (38,84 Prozent) entfielen, während er selbst auf 12.549 Wählerstimmen (37,8 Prozent) kam.